# Ben Shapiro
Ben Shapiro, punoga imena Benjamin Aaron Shapiro (Los Angeles, 15. siječnja 1984.), američki odvjetnik, novinar, politolog, publicist i konzervativni aktivist te pravni savjetnik. Kolumnu je počeo pisati još sa sedamnaest godina, kao najmlađi kolumnist u Sjedinjenim Državama u članstvu novinarskoga sindikata.
Rođen je u Los Angelesu, u obitelji Židova podrijetlom iz Rusije. Preskočio je dva razreda u srednjoj školi te maturirao sa šesnaest godina. Diplomirao je političke znanosti summa cum laude na kalifornijskoj UCLA-i 2004., dok je pravo diplomirao cum laude na Harvardskoj pravnoj školi tri godine kasnije.
Autor je desetak knjiga. Jedan je od osnivača mrežnoga portala The Daily Wire. Piše kolumne za list Creators.
Oženjen je i ima sina i kćer. Ortodoksni je Židov.